# Medalha de Alberto
A Medalha de Alberto para salvamento de vidas foi uma condecoração britânica entregue para homenagear aqueles que salvaram uma vida. Foi substituída pela Cruz de Jorge.
A Medalha de Alberto foi criada por decreto-real em 7 de Março de 1866 e descontinuada em 1971. As as duas últimas foram entregues em 31 de Março de 1970 ao falecido Geoffrey Clifford Bye de Boolairoo, Nova Gales do Sul, Austrália e em 11 de Agosto de 1970 ao, também falecido, Kenneth Owen McIntyre de Fairy Meadow, Nova Gales do Sul. A medalha recebeu a sua designação em homenagem ao Príncipe Alberto, e era, originalmente, para premiar salvamentos no mar. A medalha original tinha uma fita azul de 16 mm com duas listas brancas. Um decreto-real de 1867 criou duas classes da medalha: uma em ouro e bronze, e a outra em bronze, ambas esmaltadas de azul, e a fita da primeira classe alterou para 35 mm com quatro listas brancas.
Em 1877, a medalha passou a homenagear os salvamentos efectuados em terra, passando a haver duas medalhas com inscrições diferentes. A versão "terra" era esmaltada de vermelho com uma fita vermelha. Os nomes das medalhas mudaram, em 1917: a de ouro passou de Albert Medal, first class para Albert Medal in gold; a de bronse, de Albert Medal, second class para apenas Albert Medal.
A Medalha de Alberto em ouro foi extinta em 1949, e substituída pela Cruz de Jorge, e a de segunda classe (em bronze) era apenas atribuída a título póstumo. Em 1971, a Medalha de Alberto foi descontinuada (juntamente com a Medalha Eduardo) e todos os titulares foram convidados a trocar par a Cruz de Jorge. Do total de 64 que podiam trocar, 49 aceitaram.

## Medalhas entregues
| Ouro (mar)     | 25  |
| Bronze (mar)   | 216 |
| Ouro (terra)   | 45  |
| Bronze (terra) | 282 |